# 朗波因特 (伊利諾伊州)
朗波因特（英語：Long Point）是位於美國伊利諾伊州利文斯頓縣的一個村落。

## 地理
朗波因特的座標為40°51′17″N 88°53′37″W / 40.85472°N 88.89361°W，而該地最高點為海拔高度194米（即636英尺）。

## 人口
根據2010年美國人口普查的數據，朗波因特的面積為0.48平方千米，當中陸地面積為0.48平方千米，而水域面積為0.00平方千米。當地共有人口226人，而人口密度為每平方千米470人。